# Heinersreuther Forst
Heinersreuther Forst – dawny obszar wolny administracyjnie (gemeindefreies Gebiet) w Niemczech w kraju związkowym Bawaria, w rejencji Górna Frankonia, w regionie Oberfranken-Ost, w powiecie Bayreuth. Obszar był niezamieszkany.
1 czerwca 2023 obszar został zlikwidowany, a jego teren podzielono pomiędzy gminę Prebitz (0,32 km²), gminę targową Schnabelwaid (1,55 km²) oraz gminę targową Kirchenthumbach w powiecie Neustadt an der Waldnaab (5,74 km²).